# Industrie chimică

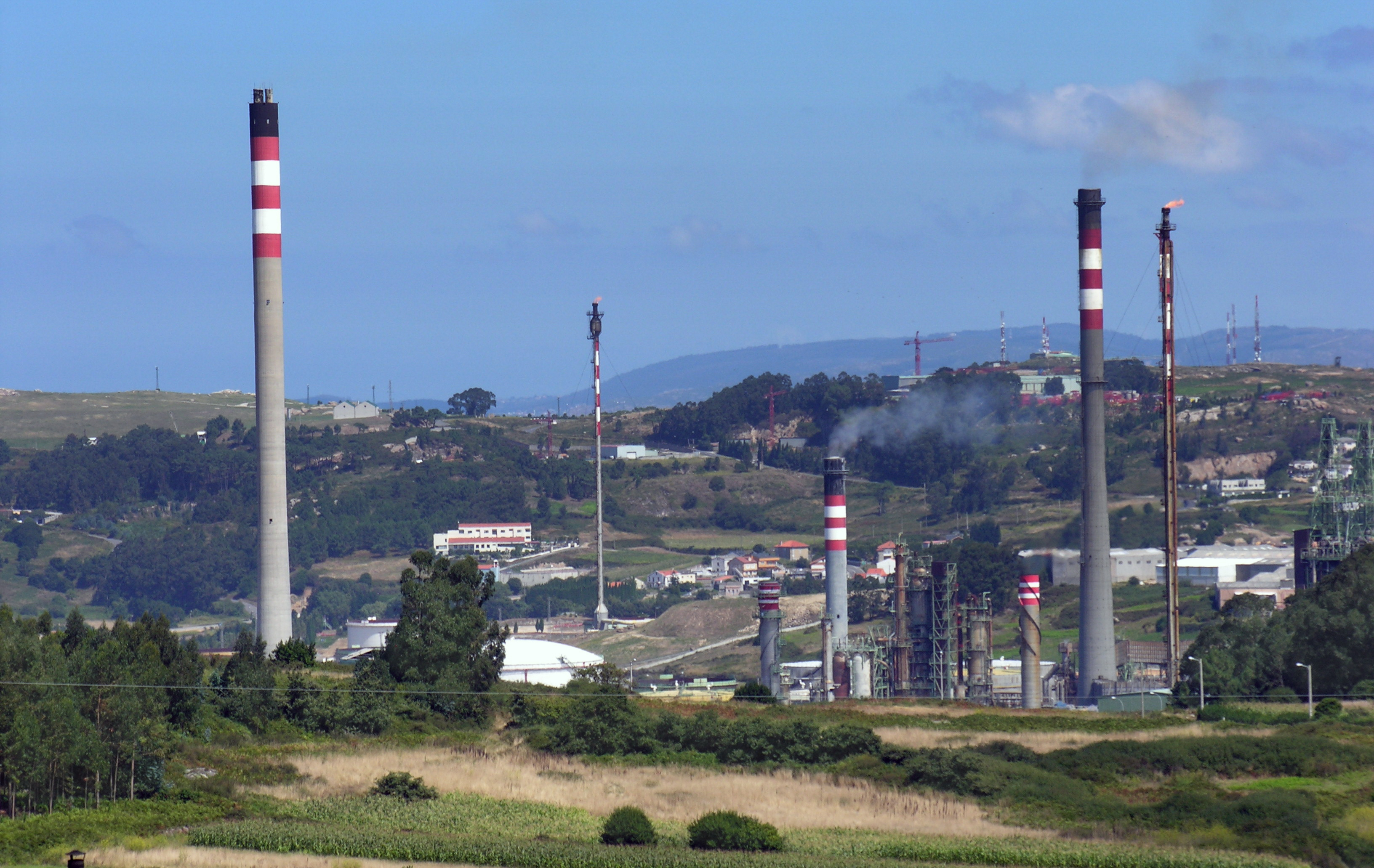
Rafinărie de petrol, un exemplu de industrie chimică

Industria chimică este reprezentată de companii ce au ca profil de activitate producția de substanțe chimice. Ocupând un loc central în economia globală modernă, industria chimică transformă materiile prime (petrol, gaze naturale, apă, metale și minerale) în peste 70.000 de produse diferite.

## Istoric
Deși chimicalele au fost produse și utilizate de-a lungul istoriei, nașterea industriei chimice grele (producția de chimicale la scară industrială pentru o varietate de utilizări) coincide în general cu nașterea Revoluției Industriale.

### Revoluția Industrială
Unul dintre primele chimicale care să fie produse la scară industrială a fost acidul sulfuric. În 1736 farmacistul Joshua Ward a dezvoltat un proces pentru producția sa care implica încălzirea salpetrului pentru a permite sulfului să se oxideze ca apoi să se combine cu apa. A fost prima producție practică de acid sulfuric la scară industrială. John Roebuck și Samuel Garbett au fost primii care să construiască o fabrică de dimensiuni mari pentru producția de acid sulfuric în 1749 în Prestonpans care folosea camere de condensare din plumb pentru producția de acid sulfuric.
La începutul secolului al XVIII-lea pânza era albită cu urină învechită și lapte acru după care era expusă la lumina solară pentru perioade lungi de timp, proces ce nu permitea o producție eficientă. Acidul sulfuric a început să fie utilizat ca un agent mult mai eficient, la fel și varul până la mijlocul secolului dar descoperirea înălbitorului de către Charles Tennant a condus la construirea primei uzine chimice importante. Pudra sa era obținută din reacția clorului cu hidroxidul de calciu pentru a obține un produs ieftin și eficient. A inaugurat o uzină chimică situată la nord de Glasgow iar producția a crescut de la doar 52 de tone în 1799 la aproape 10.000 de tone cinci ani mai târziu.
Carbonatul de sodiu a fost utilizat încă din perioada Antichității pentru producția de sticlă, textile, săpun și hârtie iar principala sursă de potasă era cenușa de lemn din Europa Occidentală. În secolul al XVIII-lea această resursă a devenit nerentabilă datorită defrișărilor iar Academia Franceză de Științe a oferit un premiu în valoare de 2400 livre franceze pentru o metodă care să producă baze din sarea de mare (clorură de sodiu). Procesul Leblanc a fost patentat în 1791 de Nicolas Leblanc care a construit apoi o fabrică în Saint-Denis dar nu a mai primit premiul în bani din cauza Revoluției Franceze.
Totuși, Procesul Leblanc a avut succes în Marea Britanie. William Losh a construit prima fabrică de sodă pe Fluviul Tyne în 1816 dar a rămas la scară mică până în 1824 datorită tarifelor mari pe sare. Când aceste tarife au fost micșorate industria sodei din Marea Britanie s-a dezvoltat rapid. Uzina chimică a lui James Muspratt din Liverpool și complexul chimic al lui Charles Tennant de lângă Glasgow au devenit cele mai mari uzine chimice din lume. La nivelul anilor 1870, producția de sodă din Marea Britanie era de 200.000 tone anual, mai mult decât toate în țările lumii la un loc.
Aceste uzine imense au început să producă o gamă mai largă de chimicale pe măsură ce se maturiza Revoluția Industrială. Inițial erau deversate în mediu cantități enorme de deșeuri bazice rezultate în urma producției de sodă, ceea ce a condus la adoptarea uneia dintre primele legislații de mediu în 1863. Aceasta cerea o inspecție atentă a fabricilor și impunea amenzi uriașe pentru depășirile limitelor de poluare. În curând au fost dezvoltate metode pentru a obține produse viabile din aceste deșeuri.
Procesul Solvay a fost dezvoltat de chimistul industrial belgian Ernest Solvay în 1861. În 1864 Ernest și fratele său Alfred au construit o fabrică în orașul belgian Charleroi iar în 1874 au construit o fabrică mai mare în Nancy, Franța. Noul proces s-a dovedit a fi mai economic și mai puțin poluant decât Procesul Leblanc iar utilizarea sa s-a răspândit rapid. În același an Ludwig Mond l-a vizitat pe Solvay pentru a cumpăra drepturile de a folosi procesul iar el și John Brunner au fondat Brunner, Mond & Co și au construit o fabrică Solvay în Winnington, Anglia. Mond a avut un rol crucial în transformarea Procesului Solvay într-un succes comercial. A construit câteva rafinării între 1873 și 1880 care eliminau produsele secundare care ar încetini sau opri producția în masă de carbonat de sodiu prin utilizarea procesului.  
Producția de îngrășăminte chimice pentru agricultură a fost dezvoltată de Sir John Lawes la Rothamsted Research. În anii 1840 a înființat uzine mari în apropiere de Londra pentru producția de fosfat monocalcic. Procesele de vulcanizare a cauciucului au fost patentate de Charles Goodyear în Statele Unite și de Thomas Hancock în Marea Britanie în anii 1840. Prima vopsea sintetică a fost obținută de William Henry Perkin în Londra. El a transformat parțial anilina într-un amestec crud care, când era extras cu alcool, producea o substanță de culoare violet intens. Tot el a dezvoltat și primele parfumuri sintetice. Totuși, Germania a fost ceea care a început să domine producția de vopseluri sintetice. Cele trei companii importante (BASF, Bayer și Hoechst) au produs câteva sute de vopseluri diferite iar la nivelul anului 1913 Germania realiza 90% din producția mondială de vopseluri iar aproape 80% din producție era exportată.
Primul plastic a fost obținut de Alexander Parkes, un metalurgist englez. În 1856 a patentat Parkesina, un celuloid bazat pe nitroceluloză tratată cu o varietate de solvenți. Acest material, expus în 1862 la Expoziția Internațională de la Londra, a anticipat multe dintre utilizările estetice și utile ale plasticului. Producția industrială de săpun obținut din uleiuri vegetale a fost începută de William Lever și de fratele său James în 1885 în Lancashire bazată pe un proces chimic modern inventat de William Hough Watson care utiliza glicerina și uleiurile vegetale.

## Industria chimică în România
Industria chimică din România reprezintă o ramură importantă a industriei și este prezentă printr-o multitudine de companii cu diverse profile de activitate: companii chimice cu profil complex (Oltchim), rafinării de petrol (Petrobrazi, Petrotel Lukoil, Astra Română, Petromidia, etc.), producători de îngrășăminte chimice (Azomureș, Donau Chem, Amonil), producători de produse sodice (Uzinele Sodice Govora, GHCL Upsom), producători de mase plastice (Metaplast, Munplast, Teraplast, etc.), producători de cauciuc (Artego, Carom) și producători de vopsea (Azur Timișoara, Policolor, Sarcom, etc.)